# Phobocampe nigra
Phobocampe nigra là một loài tò vò trong họ Ichneumonidae.